# Peñaflor (Chili)
Pour les articles homonymes, voir Peñaflor.
Peñaflor est une ville et une commune du Chili située dans la Province de Talagante, elle-même située dans la Région métropolitaine de Santiago. En 2012, sa population s'élevait à 86 193 habitants. La superficie de la commune est de 69 km2 (densité de 1249 hab./km2),.

Position de Peñaflor (en rouge) au sein de la région de Santiago.